# Trikke

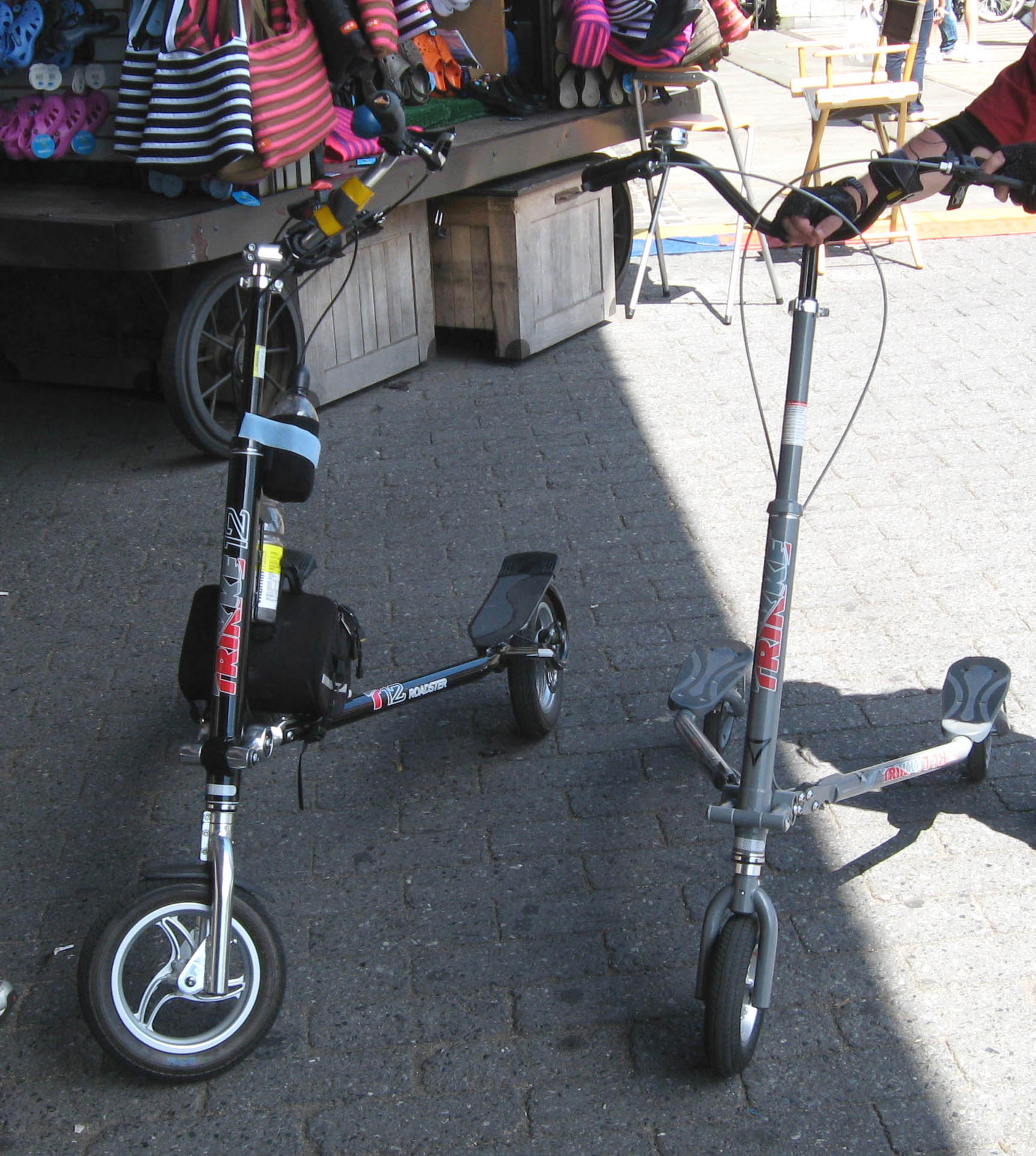
Un parell de Trikkes

El  trikke és un vehicle de tres rodes operat amb força humana muscular. El Trikke es fa desplaçar mitjançant un moviment d'eslàlom sobre camí a recórrer i el punt de destinació (amb una ziga-zaga semblant a la que es fa en l'esquí).
Pot ser utilitzat en baixada o una superfície plana. Sobre una superfície plana un Trikke pot arribar a agafar els 30 km/h. Costa amunt requereix un esforç considerable. El domini de la forma correcta és necessari per a una propulsió eficient i requereix una bona pràctica.
A causa de la seva estructura de "tres potes", és estable, però els corredors poden agafar un excés de confiança amb la possibilitat de caure, si no estan ben entrenats.